# Divizia A 1943-1944
La Divizia A 1943-1944 fu un campionato rumeno di calcio organizzato dalla Federcalcio rumena su ordine delle autorità fasciste e in condizioni di difficoltà a causa della Seconda guerra mondiale. Fu sospeso al termine della tredicesima giornata il 19 marzo 1944, allorquando l'Armata rossa tornò nuovamente ad invadere la Bessarabia.

## Formula
Il campionato vide, in continuità con la stagione precedente, 12 squadre partecipanti che avrebbero dovuto incontrarsi in turni di andata e ritorno per un totale di 22 partite con l'ultima classificata retrocessa in Divizia B. Iniziò il 4 settembre 1943 e si interruppe il 19 marzo 1944 con le squadre che disputarono tra le 11 e le 13 partite.

## Squadre partecipanti
| Club                      | Città         | Stadio | Posizione 1942-1943 |
| ------------------------- | ------------- | ------ | ------------------- |
| UDR Reșița                | Reșița        |        | Divizia B           |
| Carmen București          | Bucarest      |        | 10°                 |
| CFR Turnu-Severin         | Turnu Severin |        | 5°                  |
| FC Craiova                | Craiova       |        | 1°                  |
| Gloria CFR Galați         | Galați        |        | 6°                  |
| Juventus București        | Bucarest      |        | 11°                 |
| FC Ploiești               | Ploiești      |        | 7°                  |
| Rapid Bucarest            | Bucarest      |        | 2°                  |
| Sportul Studențesc        | Bucarest      |        | 9°                  |
| Unirea Tricolor București | Bucarest      |        | 3°                  |
| Universitatea Sibiu       | Sibiu         |        | 8°                  |
| Venus Bucarest            | Bucarest      |        | 4°                  |

## Classifica
|  | Pos. | Squadra                   | Pt | G  | V | N | P | GF | GS | DR  |
|  | ---- | ------------------------- | -- | -- | - | - | - | -- | -- | --- |
|  | 1.   | Rapid Bucarest            | 20 | 12 | 9 | 2 | 1 | 25 | 11 | +14 |
|  | 2.   | Unirea Tricolor București | 16 | 13 | 7 | 2 | 4 | 30 | 24 | +6  |
|  | 3.   | UDR Reșița                | 15 | 12 | 6 | 3 | 3 | 28 | 18 | +10 |
|  | 4.   | Universitatea Sibiu       | 15 | 13 | 7 | 1 | 5 | 32 | 27 | +5  |
|  | 5.   | FC Craiova                | 14 | 13 | 6 | 2 | 5 | 37 | 25 | +12 |
|  | 6.   | Gloria CFR Galați         | 14 | 12 | 5 | 4 | 3 | 22 | 20 | +2  |
|  | 7.   | CFR Turnu-Severin         | 11 | 13 | 4 | 3 | 6 | 14 | 18 | -4  |
|  | 8.   | Juventus București        | 10 | 11 | 3 | 4 | 4 | 20 | 21 | -1  |
|  | 9.   | FC Ploiești               | 10 | 11 | 4 | 2 | 5 | 18 | 20 | -2  |
|  | 10.  | Sportul Studențesc        | 10 | 12 | 4 | 2 | 6 | 29 | 34 | -5  |
|  | 11.  | Carmen București          | 8  | 12 | 3 | 2 | 7 | 12 | 36 | -24 |
|  | 12.  | Venus Bucarest            | 5  | 13 | 1 | 3 | 9 | 23 | 35 | -12 |

Note:

Due punti a vittoria, uno a pareggio, zero a sconfitta.